# Horka u Staré Paky
Horka u Staré Paky é uma comuna checa localizada na região de Liberec, distrito de Semily.